# 에스비에르 fB

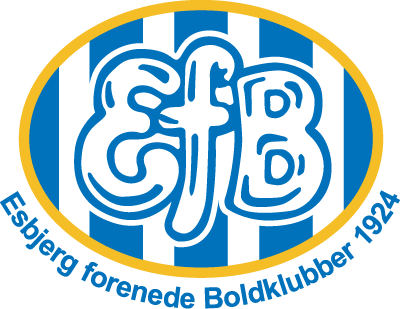

에스비에르 fB(Esbjerg fB, 약칭 EfB)는 덴마크 에스비에르의 축구 클럽으로, 현재 덴마크 퍼스트 디비전에서 활동하고 있다.
이 팀은 1924년에 에스비에르 볼클룹(Esbjerg Boldklub, 1898년 창단)과 에스비에르 아마퇴르클룹(Esbjerg Amatørklub, 1911년 창단)을 합병해서 창단된 클럽이다.

## 성적
- 덴마크 수페르리가
  - 우승 5회 (1961, 1962, 1963, 1965, 1979)
  - 준우승 3회 (1956, 1968, 1978)
  - 3위 2회 (1977, 2004)
- 덴마크 컵
  - 우승 2회 (1964, 1976)
  - 준우승 6회 (1957, 1962, 1978, 1985, 2006, 2008)

## 선수 명단

### 현역
참고: FIFA 자격 규정에 따라 소속된 국가대표팀 국기를 표시합니다. 선수는 복수의 FIFA 비회원국 국적을 가지고 있을 수 있습니다.
| 번호 | 포지션 | 국적   | 이름        |
| ---- | ------ | ------ | ----------- |
| 8    | MF     |        | 미카일 마덴 |
| 10   | MF     | 코모로 | 야신 부르한 |
| 14   | MF     |        | 팀 프레릭스 |

| 번호 | 포지션 | 국적       | 이름            |
| ---- | ------ | ---------- | --------------- |
| 27   | MF     | 아이슬란드 | 브레키 발두르슨 |

## 역대 감독
| 감독               | 임기        |
| ------------------ | ----------- |
| 리샤르 묄레르 닐센 | 1968 ~ 1969 |